# Howard R. Penniman
Howard Rae Penniman (* 30. Januar 1916 in Steger, Illinois; † 13. April 1995 in Rockville, Maryland) war ein US-amerikanischer Politikwissenschaftler und Hochschullehrer.

## Leben und Wirken
Howard R. Penniman studierte Politikwissenschaft an der Louisiana State University, wo er seinen akademischen Grad als Bachelor und Magister erwarb. Seine Promotion zum Ph.D. erfolgte dann an der University of Minnesota. Als Soldat nahm er am Zweiten Weltkrieg teil. Anschließend war er Dozent bzw. Professor für Politikwissenschaft an der University of Alabama, an der Yale University und schließlich an der Georgetown University. An der letztgenannten Universität in Washington, D.C., hatte er von 1968 bis 1983 eine Professur für Regierungslehre (Government) inne. Frühzeitig entwickelte Penniman seinen Forschungsschwerpunkt auf dem Gebiet der Wahlforschung und zwar nicht nur in den USA, sondern auch mit Bezug auf Asien, Afrika und Südamerika. Im Auftrag des amerikanischen Präsidenten wirkte er als Wahlbeobachter, zuerst 1967 in Südvietnam, später in weiteren Ländern (zuletzt 1986 in den Philippinen).
Neben seinen Funktionen in verschiedenen staatlichen Gremien und Institutionen der amerikanischen Politikwissenschaft wirkte er u. a. als Berater für die Redaktion der Zeitschrift "World Affairs". Vor allem aber wurde er bekannt durch die von ihm initiierte und fortan als Herausgeber geführte Schriftenreihe mit Wahlanalysen ("At the Polls") von Parlaments- und Präsidentschaftswahlen in verschiedenen Staaten im Zeitraum von 1974 bis 1987. Wahlen in Deutschland und Skandinavien wurden in weiteren Analysen untersucht, herausgegeben von Karl H. Cerny, der ebenfalls an der Georgetown University lehrte.

## Veröffentlichungen (Auswahl)
- Sait's American parties and elections. 4. ed. Appleton-Century-Crofts, Inc., New York/London 1948.
- (Hrsg.): France at the polls. The presidential electlons of 1974 (= Foreign affairs study, Bd. 22). American Enterprise Inst. for Public Policy Research, Washington, D.C. 1975, ISBN 0-8447-3171-4.
- (Hrsg.): Britain at the polls. The parliamentary election of 1974 (= Foreign affairs study, Bd. 14 A). American Enterprise Inst. for Public Policy Research, Washington, D.C. 1975, ISBN 0-8447-3158-7.
- (Hrsg.): Canada at the polls. The general election of 1974 (= Foreign affairs study, Bd. 24). American Enterprise Inst. for Public Policy Research, Washington, D.C. 1975, ISBN 0-8447-3178-1.
- (Hrsg.): Italy at the polls. The parliamentary elections of 1976 (= AEI studies, Bd. 169). American Enterprise Inst. for Public Policy Research, Washington, D.C. 1977, ISBN 0-8447-3268-0.
- (Hrsg.): Australia at the polls. The national elections of 1975 (= AEI studies, Bd. 142). American Enterprise Inst. for Public Policy Research, Washington, D.C. 1977, ISBN 0-8447-3239-7.
- (Hrsg.): Ireland at the polls. The Dáil elections of 1977 (= AEI studies, Bd. 198). American Enterprise Inst. for Public Policy Research, Washington, D.C. 1978, ISBN 0-8447-3300-8.
- (Hrsg.): The Austrialian national elections of 1977 (= AEI studies, Bd. 254). American Enterprise Inst. for Public Policy Research, Washington, D.C. 1979, ISBN 0-8447-3357-1.
- (Hrsg.): Israel at the polls. The Knesset elections of 1977 (= AEI studies, Bd. 203). American Enterprise Inst. for Public Policy Research, Washington, D.C. 1979, ISBN 0-8447-3305-9.
- (Hrsg.): Venezuela at the polls. The national elections of 1978 (= AEI studies, Bd. 286). American Enterprise Inst. for Public Policy Research, Washington, D.C. 1980.
- (Hrsg.): The French national assembly elections of 1978 (= AEI studies, Bd. 269). American Enterprise Inst. for Public Policy Research, Washington, D.C. 1980, ISBN 0-8447-3372-5.
- (Hrsg.): New Zealand at the polls. The general election of 1978 (= AEI studies, Bd. 273). American Enterprise Inst. for Public Policy Research, Washington, D.C. 1980, ISBN 0-8447-3376-8.
- (Hrsg., mit David Butler): Democracy at the polls. A comparative study of competitive national elections (= AEI studies, Bd. 297). American Enterprise Inst. for Public Policy Research, Washington, D.C. 1981, ISBN 0-8447-3405-5.
- (Hrsg.): Britain at the polls, 1979. A study of the general election (= AEI studies, Bd. 296). American Enterprise Inst. for Public Policy Research, Washington, D.C. 1981, ISBN 0-8447-3406-3.
- (Hrsg.): Canada at the polls, 1979 and 1980. A study of the general elections (= AEI studies, Bd. 345). American Enterprise Inst. for Public Policy Research, Washington, D.C. 1981, ISBN 0-8447-3474-8.
- (Hrsg.): Italy at the polls 1979. A study of the parliamentary elections (= AEI studies, Bd. 321). American Enterprise Inst. for Public Policy Research, Washington, D.C. 1981, ISBN 0-8447-3441-1.
- (Hrsg.): Greece at the polls. The national elections of 1974 and 1977 (= AEI studies, Bd. 317). American Enterprise Inst. for Public Policy Research, Washington, D.C. 1981, ISBN 0-8447-3434-9.
- (Hrsg.): Switzerland at the polls. The national elections of 1979 (= AEI studies, Bd. 354). American Enterprise Inst. for Public Policy Research, Washington, D.C. 1983, ISBN 0-8447-3484-5.
- (Hrsg.): Australia at the polls. The national elections of 1980 and 1983 (= AEI studies, Bd. 369). American Enterprise Inst. for Public Policy Research, Washington, D.C. 1983, ISBN 0-8447-3506-X.
- (Hrsg.): Spain at the polls. 1977, 1979, and 1982. A study of national elections. Duke University Press, Washington 1985, ISBN 0-8223-0695-6.
- (mit Austin Ranney): Democracy in the Islands. The Micronesian plebiscites of 1983 (= AEI studies, Bd. 420). American Enterprise Inst. for Public Policy Research, Washington, D.C. 1985, ISBN 0-8447-3576-0.
- (Hrsg.): Israel at the polls 1981. A study of the Knesset elections. American Enterprise Inst. for Public Policy Research, Washington, D.C. 1986, ISBN 0-253-33011-4.
- (Hrsg.): Ireland at the polls, 1981, 1982, and 1987. A study of four general elections. Duke University Press, Durham, NC 1987, ISBN 0-8223-0754-5.
- (Hrsg.): Italy at the polls, 1983. A study of the national elections. Duke University Press, Durham, NC 1987, ISBN 0-8223-0755-3.
- (Hrsg.): Canada at the polls, 1984. Duke University Press, Durham, NC. 1988, ISBN 0-8223-0821-5.
- (Hrsg.): France at the polls, 1981 and 1986. Three national elections. Duke University Press, Durham, NC 1988, ISBN 0-8223-0833-9.